# Aconitum potaninii
Aconitum potaninii là một loài thực vật có hoa trong họ Mao lương. Loài này được Kom. mô tả khoa học đầu tiên năm 1914.